# Швець Сергій Володимирович
Сергій Володимирович Швець (нар. 21 вересня 1974) — український футболіст, півзахисник. У Вищій лізі України зіграв 1 матч за вінницьку «Ниву».

## Життєпис
Дорослу футбольну кар'єру розпочав у 1993 році. Виступав в аматорському чемпіонаті України за «Трансімпекс» (Вишневе), «Будівельник» (Бровари) та «Нива-Нафтовик» (Корсунь-Шевченківський).
У 1996 році перебрався до «Ниви». Дебютував у футболці вінницького клубу 21 вересня 1996 року в програному (0:1) виїзному поєдинку 9-о туру Вищої ліги проти донецького «Шахтаря». Сергій вийшов на поле на 73-й хвилині, замінивши Василя Демидяка. Цей матч виявився єдиним для Швеця у футболці «Ниви». З жовтня 1996 року виступав за фарм-клуб вінничан, бершадську «Ниву». Дебютним голом у новій команді відзначився 11 листопада 1996 року на 73-й хвилині програного (1:3) виїзного поєдинку 15-о туру групи А Другої ліги проти мукачевського «Карпат». Швець вийшов на поле в стартовому складі та відіграв увесь матч. У команді відіграв понад ва сезони, за цей час у Другій лізі зіграв 40 матчів (11 голів), ще 1 матч (1 гол) провів у кубку України.
З 1999 по 2001 рік грав за «Папірник» (Малин) та «Систему-Борекс» (Бородянка) у Другій лізі України. У 2002 році перейшов у першоліговий охтрирський «Нафтовик». У серпні вересні 2002 року зіграв 2 матчі в Другій лізі України за «Електрон» (Ромни). У 2008 році грав за київську «Зірку» в аматорському чемпіонаті України. Наступного року виступав в чемпіонаті Києва за «Олімп». З 2010 по 2018 рік грав в обласних чемпіонатах за «Бучу», «Ретро» (Ватутіне), «Путрівка», «Рубин» (Пісківка), «Фрунзенець» (Ніжин), «Межигір'я» (Нові Петрівці) та «Зоря» (Владиславка).